# Skinnar Per Andersson
Skinnar Per Andersson, från Sollerön (då i Mora socken), var en av ledarna för dalupproret 1743 (Stora daldansen). Det planlösa kriget mot Ryssland hade väckt förbittring, och särskilt i Dalarna, där man inte ville släppa ut sina rekryter, innan krigets upphovsmän blivit straffade. 

## Biografi
Vid ett landsting i Falun den 23 juli 1742 utmärkte sig i synnerhet en bonde från Mora, Per Andersson, som en av de hätskaste talarna. Han blev även vald till ombud vid riksdagen, där han insattes i sekreta utskottet, som vid tiden förstärkts med 25 bönder. 
I tronföljdsfrågan slöt sig Andersson till det parti, som ville ha den danska kronprinsen Fredrik som svensk tronföljare. I början av 1743 infann sig i Stockholm två deputationer från Dalarna, vilka krävde att de försumliga generalerna skulle bestraffas och att Fredrik skulle utses till Sveriges blivande kung. 
När deputationerna återvände till Dalarna följde Andersson med och tvingade landshövdingen att utlysa ett nytt landsting. Detta hölls i Leksand den 12 april och var ytterst stormigt. Andersson återvände därefter till riksdagen i Stockholm, sedan han uppmanat dalkarlarna att tills vidare inte låta sina soldater gå ut i kriget.
Den danske ministern Grüner, rådde emellertid Andersson till försiktighet, och Andersson reste därför tillbaka till Dalarna för att försöka lugna stormen. Men den hade nu blivit honom övermäktig. Vid ett tillfälle blev han till och med misshandlad av bönderna, då han rådde dem att vara stilla. Man beslöt att tåga till Stockholm. Då gjorde Andersson åter gemensam sak med upprorsmännen, och tillsammans med bokhållaren Gustav Schedin blev han ledare för tåget. 
Den 20 juni ryckte dalkarlarna in i Stockholm, där deras framfart hejdades och upproret kvästes med vapenmakt den 22 juni. Efter slutlig rannsakning inför Svea hovrätt dömdes Skinnar Per Andersson och Gustaf Schedin att mista livet genom halshuggning den 30 januari 1744. Fyra personer till dömdes och halshöggs vid samma tillfälle: Holbert Anders Ersson i Garsås, fjärdingsmannen Smeds-Anders Mattson i Garsås, Gisslar Erik Hansson i Vikarbyn och Karl Olovsson Beronius i Smedsby. 
Många dömdes till spö- och fästningsstraff – en av dem var major Wrangel. Av de andra som deltagit i bondehären dömdes var trettionde man att slita spö. De utsågs genom lottning.